# Óscar Pino Santos

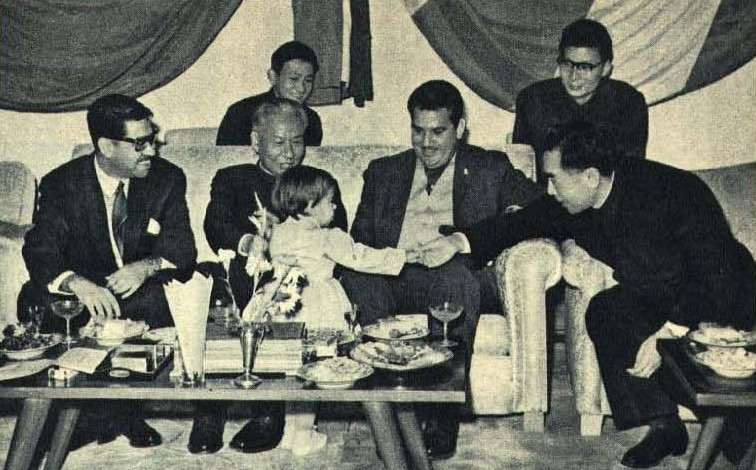
Óscar Pino Santos im März 1962

Óscar Pino Santos (* 23. April 1928 in Banes; † 17. Januar 2004 in Havanna) war ein kubanischer Journalist und Diplomat.

## Leben
Óscar Pino Santos machte sein Abitur in Havanna und begann an der Universität von Havanna zunächst ein Studium der Rechtswissenschaft, machte seinen Abschluss aber später im Fach Journalismus. Er arbeitete als Journalist für das Organ der Kommunistischen Partei Kubas Hoy und den Fernsehsender Canal 2.
Nach der Machtübernahme durch Fidel Castro im Januar 1959 gehörte Pino einem von Castro vertraulich einberufenem Kreis von Vertrauten an, der ohne Wissen des zuständigen Landwirtschaftsministers den Entwurf des Landreformgesetzes ausarbeitete. Per Dekret der von Castro angeführten Revolutionsregierung trat die Reform im Mai 1959 als eines der zentralen Projekte der kubanischen Revolution in Kraft.
Von 24. November 1960 bis zum 22. Mai 1967 war Pino Santos als außerordentlicher Gesandter und Ministre plénipotentiaire in Peking sowie in gleicher Funktion in Phnom Penh akkreditiert. In den 1970er Jahren, in denen die Bewegung der Blockfreien Staaten, darunter Kuba als tonangebende Regierung, ihre Funktion einbüßte, war Santos ein häufiger Teilnehmer internationaler Konferenzen. In diesem Zeitraum hielt er zahlreiche Vorträge und Seminare gegen die Lehre der Chicago Boys. Santos vertrat die Positionen der kubanischen Regierung auf der Jawaharlal Nehru University und gehörte zum Lehrkörper des Center for International Affairs der Harvard University. Er übte an zahlreichen akademischen Institutionen in Lateinamerika, Afrika, Asien und Europa eine Lehrtätigkeit aus.
Auf der Konferenz der Blockfreien in Colombo 1976 wurde er bis 1980 zum Vorsitzenden der Asociación de Economistas del Tercer Mundo gewählt. In Havanna gründete und leitete er das Centro de Estudios sobre América (CEA) und das Centro de Investigaciones de la Economía Mundial (CIEM). Ab 1981 war er Assessor beim kubanischen Staatsrat.
Neben seinen geschichtsträchtigen Aktivitäten betrieb er auch Geschichtsschreibung in zahlreichen Veröffentlichungen.

## Veröffentlichungen
- El asalto a Cuba par la oligarquia financiera norteamericana, Editorial Casa de las Americas, Havanna, 1973,[4]
- La estructura Económica de Cuba y la Reforma Agraria, Editorial Tierra nueva, Havanna, 1959
- El imperialismo norteamericano en la economía de Cuba, Editorial Lex, Havanna, 1960 und Editorial de Ciencias Sociales, Instituto Cubano del Libro, 1973
- Historia de Cuba: aspectos fundamentales, Editoral del Consejo Nacional de Universidades, Pekin, 1963, Havanna, 1964, 2. Auflage
- El asalto a Cuba por la oligarquía financiera yanqui, Premio Ensayo "Casa de las Américas", 1973, Editorial Orbe, Instituto Cubano del Libro, 1975; Editorial Universitaria de Buenos Aires, 1974, unter dem Titel La oligarquía yanqui en Cuba, Nuestro Tiempo, Mexiko-Stadt, 1973
- Problemas económicos del Tercer Mundo y estrategia de los Países No Alineados, Editorial Nuestro Tiempo, Mexiko-Stadt, 1976
- El Nuevo Orden Económico Internacional, Editorial Nuestro Tiempo, Mexiko-Stadt, 1979
- La crisis económica en Estados Unidos y la política de Reagan, Editorial Nuestro Tiempo, Mexiko-Stadt, 1982
- Cuba: historia y economía, Editorial de Ciencias Sociales, Havanna, 1983
- Complot, Editorial Nuestro Tiempo, Mexiko-Stadt, 1992
- JFK: ¿quién lo mató?, Editorial Nuestro Tiempo, Mexiko-Stadt, 1994; JFK conspiracao?, Pensieri Consultoria e Ediçoes Ltda, Sao Paulo, 1994
- Los tiempos de Fidel, el Che y Mao: tal y como los conocí, Editorial Nuestro Tiempo, Mexiko-Stadt, 1997
- Los años 50, selección de trabajos publicados en la revista Carteles, Oficina de Publicaciones y Proyectos Especiales del Instituto Cubano del Libro, Havanna, 2001